# Abu Hardub
Abu Hardub (arab. أبو حردوب) – miejscowość w Syrii, w muhafazie Dajr az-Zaur. W 2004 roku liczyła 8657 mieszkańców.